# A híd túl messze van
A híd túl messze van (angolul: A Bridge Too Far) 1977-ben bemutatott amerikai–angol háborús film, melyet Richard Attenborough rendezett. A film a történelem legnagyobb ejtőernyős hadműveletét, a Market Garden hadműveletet mutatja be. Bemutatását követően nemzetközi bemutatókon 5 díjat nyert.

## Rövid összefoglaló
A második világháború a végéhez közeledik. A németek már elvesztették Franciaország nagy részét és a szövetséges csapatok úgy döntenek, ideje végső csapást mérni rájuk. A tervek szerint több ezer amerikai, lengyel és angol ejtőernyőst dobnak le Hollandiába, hogy kiépítsenek néhány bázist, amíg a páncéloshadoszlopok odaérkeznek. Több hidat kell elfoglalniuk: a Vilma-csatorna, a Maas és a Waal folyó hídjait Sonnál, Lentnél és Nijmegennél, és a Rajna hídját Arnhemnél. A legnagyobb stratégiai fontosságú, a legmesszebb fekvő hely az arnhemi Rajna-híd (ma John Frost híd), amelyet ha sikerül elfoglalniuk, azon betörhetnek Németországba. A háború így véget érhet 1944 karácsonyára.

## Szereplők
| Szerep                                    | Színész           | Magyar hangja (1. szinkron, 1986) | Magyar hangja (2. szinkron, 2000 k.) | Magyar hangja (3. szinkron, 2006.) |
| ----------------------------------------- | ----------------- | --------------------------------- | ------------------------------------ | ---------------------------------- |
| Frederick Browning brit altábornagy       | Dirk Bogarde      | Gelley Kornél                     | Kertész Péter                        | Haagen Imre                        |
| Eddie Dohun amerikai törzsőrmester        | James Caan        | Bujtor István                     | Megyeri János                        | Szőke-Kavinszky András             |
| J.O.E. Vandeleur brit alezredes           | Michael Caine     | Tomanek Gábor                     | Sörös Sándor                         | Medgyesfalvy Sándor                |
| Roy Urquhart brit vezérőrnagy             | Sean Connery      | Kristóf Tibor                     | Koroknay Géza                        | Bolla Róbert                       |
| Brian Horrocks brit altábornagy           | Edward Fox        | Fülöp Zsigmond                    | Haás Vander Péter                    | Kapácsy Miklós                     |
| Robert Stout amerikai ezredes             | Elliott Gould     | Sinkó László                      | Sótonyi Gábor                        | Tarján Péter                       |
| Stanisław Sosabowski lengyel vezérőrnagy  | Gene Hackman      | Csákányi László                   | Gruber Hugó                          | Meleg Vilmos                       |
| John Frost brit alezredes                 | Anthony Hopkins   | Haumann Péter                     | Kőszegi Ákos                         | Karsai István                      |
| Ludwig SS-Brigadeführer                   | Hardy Krüger      | Koncz Gábor                       | N/A                                  | Garai Róbert                       |
| James M. Gavin amerikai dandártábornok    | Ryan O’Neal       | Hegedűs D. Géza                   | Selmeczi Roland                      | Markovics Tamás                    |
| Dr. Jan Spaander holland orvos            | Laurence Olivier  | Szabó Sándor                      | Versényi László                      | Seres Lajos                        |
| Julian Cook amerikai őrnagy               | Robert Redford    | Szersén Gyula                     | Rékasi Károly                        | Hanyecz Róbert                     |
| Wilhelm Bittrich SS-Obergruppenführer     | Maximilian Schell | Mécs Károly                       | N/A                                  | Kovács Levente                     |
| Kate ter Horst holland asszony            | Liv Ullmann       | Császár Angéla                    | Németh Krisztina                     | Stéfán-Bodor Mária                 |
| Brit meteorológus tiszt (Királyi Légierő) | Denholm Elliott   | Kautzky József                    | Cs. Németh Lajos                     | Dobos Imre                         |
| Gerd von Rundstedt német tábornagy        | Wolfgang Preiss   | Kenderesi Tibor                   | N/A                                  | Seres Lajos                        |
| Walter Model német tábornagy              | Walter Kohut      | Szilágyi Tibor                    | N/A                                  | Török Sándor                       |
| Günther Blumentritt német tábornok        | Hans von Borsody  | Csurka László                     | N/A                                  | Kiss Csaba                         |
| Hancock tizedes                           | Col Farrell       | Konrád Antal                      | N/A                                  | N/A                                |